# 1980년대 초반 경기후퇴
1980년대 초반 경기후퇴는 1970년대 후반에서 1980년대 초반 사이에 대부분의 선진국이 경험한 심각한 경기침체 현상이다. 미국과 일본은 경기침체에서 상대적으로 일찍 빠져나왔지만, 다른 경제협력개발기구 소속 국가들은 1985년까지 높은 실업률을 경험했다.
경기침체의 장기화는 라틴 아메리카 부채 위기, 미국 저축대부조합 위기 그리고 1980년대와 90년대를 관통하는 신자유주의 경제정책의 전반적인 채택 등에 영향을 주었다.

## 같이 보기
- 공급측면 경제학
- 레이거노믹스